# Discografie van The Who

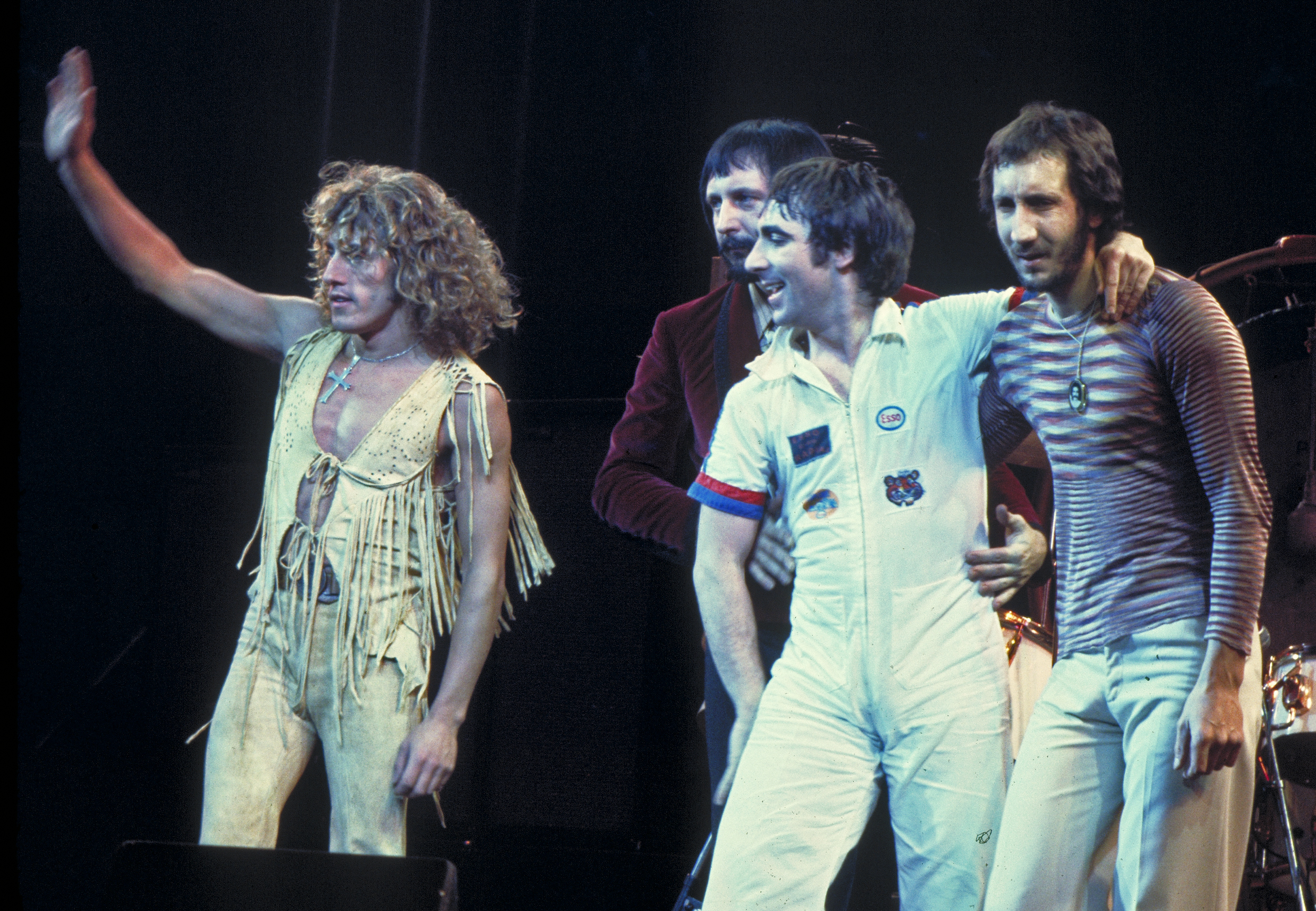
The Who in 1975

Dit artikel is een volledig overzicht van de discografie van albums en singles, die door de Britse rockband The Who uitgegeven zijn.

## Discografie

### Albums
| My Generation (VK) / The Who Sings My Generation (VS) | |
| 3 december 1965 | |
| My Generation 1. Out in the Street 2. I Don't Mind 3. The Good's Gone 4. La-La-La Lies 5. Much Too Much 6. My Generation 7. The Kids Are Alright 8. Please, Please, Please 9. It's Not True 10. I'm a Man 11. A Legal Matter 12. The Ox | The Who Sings My Generation 1. Out in the Street 2. I Don't Mind 3. The Good's Gone 4. La-La-La Lies 5. Much Too Much 6. My Generation 7. The Kids Are Alright 8. Please, Please, Please 9. It's Not True 10. The Ox 11. A Legal Matter 12. Circles |

| A Quick One (VK) / Happy Jack (VS) | |
| 9 december 1966 | |
| A Quick One 1. Run, Run, Run 2. Boris the Spider 3. I Need You 4. Whiskey Man 5. Heat Wave 6. Cobwebs and Strange 7. Don't Look Away 8. See My Way 9. So Sad About Us 10. A Quick One While He's Away | Happy Jack 1. Run, Run, Run 2. Boris the Spider 3. I Need You 4. Whiskey Man 5. Cobwebs and Strange 6. Don't Look Away 7. See My Way 8. So Sad About Us 9. A Quick One While He's Away 10. Happy Jack |

| The Who Sell Out |
| 15 december 1967 |
| 1. Armenia City in the Sky 2. Heinz Baked Beans 3. Mary-Anne with the Shaky Hand 4. Odorono 5. Tattoo 6. Our Love Was 7. I Can See for Miles 8. I Can't Reach You 9. Medac 10. Relax 11. Silas Stingy 12. Sunrise 13. Rael |

| Tommy | |
| 23 mei 1969 | |
| Disc one 1. Overture 2. It's a Boy 3. 1921 4. Amazing Journey 5. Sparks 6. Eyesight to the Blind (The Hawker) 7. Christmas 8. Cousin Kevin 9. The Acid Queen 10. Underture | Disc two 1. Do You Think It's Alright? 2. Fiddle About 3. Pinball Wizard 4. There's a Doctor 5. Go to the Mirror! 6. Tommy, Can You Hear Me? 7. Smash the Mirror 8. Sensation 9. Miracle Cure 10. Sally Simpson 11. I'm Free 12. Welcome 13. Tommy's Holiday Camp 14. We're Not Gonna Take It |

| Live at Leeds                                                                                          |
| 16 mei 1970 (Opgenomen 14 februari 1970)                                                               |
| 1. Young Man Blues 2. Substitute 3. Summertime Blues 4. Shakin' All Over 5. My Generation 6. Magic Bus |

| Who's Next |
| 31 juli 1971 (VS) / 25 augustus 1971 (VK) |
| 1. Baba O'Riley 2. Bargain 3. Love Ain't for Keepin' 4. My Wife 5. The Song Is Over 6. Gettin' in Tune 7. Going Mobile 8. Behind Blue Eyes 9. Won't Get Fooled Again |

| Quadrophenia | |
| 19 oktober 1973 | |
| Disc one 1. I am the Sea 2. The Real Me 3. Quadrophenia 4. Cut My Hair 5. The Punk and the Godfather 6. I'm One 7. The Dirty Jobs 8. Helpless Dancer 9. Is It in My Head 10. I've Had Enough | Disc two 1. 5:15 2. Sea and Sand 3. Drowned 4. Bell Boy 5. Doctor Jimmy 6. The Rock 7. Love, Reign o'er Me |

| The Who by Numbers |
| 18 oktober 1975 |
| 1. Slip Kid 2. However Much I Booze 3. Squeeze Box 4. Dreaming from the Waist 5. Imagine a Man 6. Success Story 7. They Are All in Love 8. Blue, Red and Grey 9. How Many Friends 10. In a Hand or a Face |

| Who Are You |
| 18 augustus 1978 |
| 1. New Song 2. Had Enough 3. 905 4. Sister Disco 5. Music Must Change 6. Trick of the Light 7. Guitar and Pen 8. Love Is Coming Down 9. Who Are You |

| Face Dances |
| 16 maart 1981 |
| 1. You Better You Bet 2. Don't Let Go the Coat 3. Cache Cache 4. The Quiet One 5. Did You Steal My Money 6. How Can You Do It Alone 7. Daily Records 8. You 9. Another Tricky Day |

| It's Hard |
| 4 september 1982 |
| 1. Athena 2. It's Your Turn 3. Cooks County 4. It's Hard 5. Dangerous 6. Eminence Front 7. I've Known No War 8. One Life's Enough 9. One at a Time 10. Why'd I Fall for That 11. A Man Is a Man 12. Cry If You Want |

| Endless Wire |
| 31 oktober 2006 |
| 1. Fragments 2. Man in a Purple Dress 3. Mike Post Theme 4. In the Ether 5. Black Widow Eyes 6. Two Thousand Years 7. God Speaks to Marty Robbins 8. It's Not Enough 9. You Stand by Me 10. Sound Round 11. Pick Up the Peace 12. Unholy Trinity 13. Trilby's Piano 14. Out on the Endless Wire 15. Fragments of Fragments 16. We Got a Hit 17. They Made My Dreams Come True 18. Mirror Door 19. Tea and Theatre |

### Compilaties

#### Periodecollecties
The Who is erg actief geweest op het gebied van singles, totdat zij in december 1972 hun laatste single (Relay) uitgaven. De singles die niet op plaat zijn uitgekomen, B-kanten en ander onuitgegeven materiaal zijn zo nu en dan achteraf verzameld en bij elkaar in een album gezet.
Deze albums zijn anders dan de standaard-compilaties, omdat dit collecties zijn van singles en ander onuitgegeven materiaal van een bepaalde periode. Zij zijn dus totaal anders dan de meer allesomvattende "greatest hits"- of "best of..."-collecties.
| Direct Hits (VK) / Magic Bus: The Who on Tour (VS) |
| 12 oktober 1968 (VK) / 30 november 1968 (VS) |
| 1. Disguises 2. Run, Run, Run 3. Dr. Jekyll and Mr. Hyde 4. I Can't Reach You 5. Our Love Was, Is 6. Call Me Lightning 7. Magic Bus 8. Someone's Coming 9. Doctor, Doctor 10. Bucket T 11. Pictures of Lily |

| Meaty Beaty Big and Bouncy |
| 30 oktober 1971 |
| 1. I Can't Explain 2. The Kids Are Alright 3. Happy Jack 4. I Can See for Miles 5. Pictures of Lily 6. My Generation 7. The Seeker 8. Anyway, Anyhow, Anywhere 9. Pinball Wizard 10. A Legal Matter 11. Boris the Spider 12. Magic Bus 13. Substitute 14. I'm a Boy (alternatieve versie) |

| Odds and Sods |
| 28 september 1974 |
| 1. Postcard 2. Now I'm a Farmer 3. Put the Money Down 4. Little Billy 5. Too Much of Anything 6. Glow Girl 7. Pure and Easy 8. Faith in Something Bigger 9. I'm the Face 10. Naked Eye 11. Long Live Rock |

| Join Together |
| 1982 |
| 1. Join Together 2. I Don't Even Know Myself 3. Heaven & Hell 4. When I Was a Boy 5. Let's See Action 6. The Relay 7. Wasp Man 8. Here for More 9. Water 10. Baby Don't Do It |

| The Who: Then and Now |
| 30 maart 2004 |
| 1. I Can't Explain 2. My Generation 3. The Kids Are Alright 4. Substitute 5. I'm a Boy 6. Happy Jack 7. I Can See for Miles 8. Magic Bus 9. Pinball Wizard 10. See Me, Feel Me 11. Summertime Blues (live) 12. Behind Blue Eyes 13. Won't Get Fooled Again 14. 5:15 15. Love, Reign o'er Me 16. Squeeze Box 17. Who Are You 18. You Better You Bet 19. Real Good-Looking Boy 20. Old Red Wine |

#### Live-albums
- 1996 - Live at the Isle of Wight Festival 1970

Opgenomen op 30 augustus 1970 op het roemruchte Isle of Wight Festival. Het bevat een ongeveer gelijke track listing als de bekende plaat Live at Leeds, maar werd zes maanden later opgenomen. De plaat bevat een vroege versie van het - toen overigens nog niet uitgegeven - Naked Eye.
- 1983 - Who's Last

Opgenomen tijdens verschillende plaatsen gedurende de afscheidstour van The Who van 1982. Het werd uitgegeven nadat zij uit elkaar gingen om contractuele verplichtingen op deze manier te voldoen.
- 1990 - Join Together

Opgenomen tijdens de tournee van 1989.
- 2000 - Blues to the Bush

Een internetuitgifte van een opname in Londen, 1999.
- 2003 - Live at the Royal Albert Hall

Een 3-cd-set waarop The Who, met verschillende special guests te beluisteren is in de Royal Albert Hall tijdens een van hun benefietconcerten. De eerste en tweede disc zijn opgenomen op 27 november 2000 en de derde is opgenomen op 8 februari 2002, toen bassist John Entwistle voor het laatst met The Who een concert deed.
- 2006 - Live from Toronto

De allerlaatste show van de afscheidstour uit 1982.

#### Andere verzamelwerken
- 1979 - The Kids Are Alright

Compilatie die voornamelijk samengesteld is uit de niet eerder uitgegeven versies van de live-optredens, afkomstig van de rockumentaire met dezelfde naam.
- 1981 - Hooligans

Greatest hits-collectie, vooral gebaseerd op de nummers uit de zeventiger jaren.
- 1983 - Who's Greatest Hits

Wederom een greatest hits-collectie, met als toevoeging het nummer "Relay", dat niet vaak werd uitgegeven. "Relay" werd hier ter hore gebracht in zijn kortste vorm.
- 1994 - Thirty Years of Maximum R&B

4-cd-boxset met veel niet eerder uitgegeven materiaal.
- 1996 - My Generation: The Very Best of The Who

Veel populaire songs uit de zestiger en zeventiger jaren in hun volle lengte.
- 1999 - The BBC Sessions

Verzameling van niet eerder onuitgegeven live-nummers, die zijn opgenomen en exclusief gespeeld voor BBC Radio.
- 2002 - The Ultimate Collection

35 (39 met bonusnummers / 44 op de uitgifte in het V.K.) nummers bijeengebracht als een collectie van greatest hits.
- 2002 - Encore Series 2002

Alle 23 concerten van de roemruchte tournee door Amerika uit 2002.
- 2004 - Encore Series 2004

7 concerten van de tournee van 2004.
- 2006 - Encore Series 2006

vol. 1 - 21 de concerten van de Europese tour van The Who (ook verkrijgbaar op dvd)
vol. 2 - 40 de concerten van de Noord-Amerikaanse tour (eveneens verkrijgbaar op dvd)

### Singles
- 1964 - Zoot Suit / I'm the Face (Uitgegeven onder de bandnaam The High Numbers)
- 1965 - I Can't Explain / Bald Headed Woman
- 1965 - Anyway, Anyhow, Anywhere / Daddy Rolling Stone
- 1965 - My Generation / Shout and Shimmy
- 1966 - Substitute / Circles
- 1966 - A Legal Matter / Instant Party
- 1966 - The Kids Are Alright / The Ox
- 1966 - La La La Lies / The Good's Gone
- 1966 - I'm a Boy / In the City
- 1966 - Happy Jack / I've Been Away
- 1967 - Pictures of Lily / Doctor, Doctor
- 1967 - The Last Time / Under My Thumb
- 1967 - I Can See for Miles / Someone's Coming
- 1968 - Dogs / Call Me Lightning
- 1968 - Magic Bus / Dr. Jekyll and Mr. Hyde
- 1969 - Pinball Wizard / Dogs Part II
- 1969 - Go to the Mirror! / Sally Simpson
- 1970 - The Seeker / Here for More
- 1970 - Summertime Blues / Heaven and Hell
- 1970 - See Me, Feel Me / Overture
- 1971 - Won't Get Fooled Again / I Don't Even Know Myself
- 1971 - Let's See Action / When I Was a Boy
- 1972 - Join Together / Baby Don't You Do It
- 1972 - Relay / Waspman
- 1973 - 5:15 / Water
- 1975 - Squeeze Box / Success Story
- 1978 - Who Are You / Had Enough
- 1981 - You Better You Bet / The Quiet One
- 1981 - Don't Let Go the Coat / You
- 1982 - Athena / A Man Is a Man
- 1984 - Twist & Shout (live) / I Can't Explain (live)
- 2004 - Real Good Looking Boy / Old Red Wine
- 2006 - Wire & Glass / Mirror Door
- 2006 - It's Not Enough (iTunes Download Single)
- 2006 - Tea & Theatre (iTunes Download Single)

#### Ep's
- Ready Steady Who! ep - 11 november 1966

Disguises / Circles / Batman / Bucket T / Barbara Ann
- Tommy EP - 11 november 1970

Overture / Christmas / I’m Free / See Me Feel Me

### Andere optredens
- The Who draagt twee nummers bij aan het solo-album The Iron Man van Pete Townshend, genaamd Fire en Dig.
- De laatste opname die de band maakte voordat Then and Now in 2004 uitgegeven werd, was een cover van Elton Johns nummer Saturday Night's Alright for Fighting, gespeeld op het album Two Rooms: Celebrating the Songs of Elton John & Bernie Taupin (en een bijgehordende film).

## Filmografie

### Films
- 1975 - Tommy
- 1979 - Quadrophenia
- 1979 - The Kids Are Alright

### Andere televisie-optredens
- 1967 - Monterey Pop
- 1968 - The Rolling Stones Rock and Roll Circus
- 1969 - Woodstock

Roger Daltrey speelde ook (een niet Who-gerelateerde) rol in Ken Russells Lisztomania, als Frans Liszt.
Verder zijn er nog verschillende concertvideo's en -dvd's uitgegeven, zoals Live in Boston, The Who Rocks America en Tommy and Quadrophenia Live: With Special Guests.